# Gecentraliseerd bedrijf
Een gecentraliseerd bedrijf (Russisch: Унитарное предприятие) of eenheidsbedrijf is een rechtsvorm in Rusland en enkele andere voormalige Sovjetlanden waarbij het bedrijf niet het eigendomsrecht heeft over de zaken die het gebruikt binnen zijn handelingen.
Het is een vorm die alleen binnen staatsondernemingen en gemeentebedrijven mogelijk is, waarbij er respectievelijk met staats- en met gemeentelijk eigendom wordt gewerkt. De eigenaren van de eigendommen van een gecentraliseerd bedrijf hebben geen verantwoordelijkheid voor de werkzaamheden van het bedrijf en andersom hebben de bedrijfsleiders van een dergelijk bedrijf geen verantwoordelijkheid voor de eigendommen. Bedrijven met deze bedrijfsvorm zijn verplicht om externe audits uit te laten voeren. Gecentraliseerde bedrijven mogen wel dochterbedrijven opstarten.

## Vormen
De namen voor bedrijven met deze vorm zijn:
- gecentraliseerde staatsbedrijven: Gosoedarstvennoje oenitarnoje predprijatije (Государственное унитарное предприятие) of GUP (ГУП)
- gecentraliseerde gemeentebedrijven: Moenitsipalnoje oenitarnoje predprijatije (Муниципальное унитарное предприятие) of MUP (МУП)
- gecentraliseerde federale staatsbedrijven: Federalnoje gosoedarstvennoje oenitarnoje predprijatije (Федеральное государственное унитарное предприятие) of FGUP (ФГУП)